# Литературно-художественный музей (Старый Крым)
Литературно-художественный музей Старого Крыма — учреждение культуры Республики Крым, находится в городе Старый Крым по адресу ул. Свободы, 17. В настоящее время входит в состав Музея-заповедника «Киммерия М. А. Волошина».

## История
Музей создан в ходе реорганизации на базе историко-краеведческого музея и заповедника «Старый Крым». Позже музей был переименован в Литературно-художественный. Открытие музея состоялось 26 июля 1991 года.
Директор-основатель музея Надежда Семёновна Садовская.
Музей занимает здание постройки второй половины XIX века в стиле южнорусского классицизма. На фронтоне здания сохранилась табличка с текстом: «Застраховано в Варшавском обществе. Учр. 1870 года». Возможно, первоначально дом принадлежал купцу и меценату Якову Куркузаки, возможно — родственникам И. С. Тургенева. Впоследствии здание заняло городское купеческое собрание, после — учительская семинария. Во время Великой Отечественной войны оккупационные власти разместили здесь гестапо, а после освобождения дом заняли горкомы коммунистической партии и комсомола. С 1980-х годов их сменил новый хозяин — детский сад. Старокрымскому историко-литературному музею здание передали 1996 году. В 2001 году музей вошёл в состав заповедника «Киммерия М. А. Волошина».

## Экспозиция
В экспозиции музея представлены материалы по истории города, обнаруженные при археологических раскопках на его территории находки античных времён, средневековья и владычества Золотой орды.
В одном из залов воссоздан интерьер особняка провинциального города начала XX века.

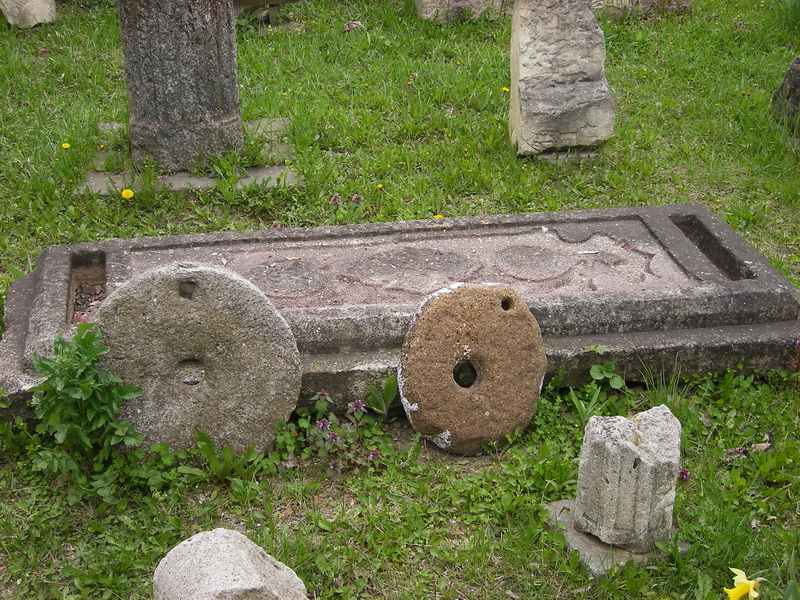
Лапидарий музея

Экспозиция знакомит с жизнью и деятельностью крымчан — видных представителей отечественной культуры, писателей А. Грина, В. Охотникова, А. Цветаевой, В. Осеевой, поэтов Г. Петникова, Вс. Рождественского, М. Богдановича, Ю. Друниной, скульптора Т. Гагариной, кинодраматурга А. Каплера, врача-кардиохирурга Н. Амосова.

Музей имеет богатый лапидарий. В его коллекции резные элементы, и а том числе хачкары XIII—XIV веков из армянских монастырей Сурб Хач и Сурб Степанос. Кроме сложных орнаментальных украшений, на фрагментах имеются надписи. Выставлены надгробия со старых кладбищ Солхата — караимские или иудейские и крымско-татарские.
Во дворе музея выставлена одна из подлинных Екатерининских миль. Ранее она находилась на повороте в сторону села Отважное 45°03′53″ с. ш. 34°25′41″ в. д., где в 1998 году памятник культуры республиканского значения был разрушен неизвестными. Обломки перенесены в музей Старого Крыма, здесь Екатерининская миля была отреставрирована и экспонируется в настоящее время. На её первоначальном месте установлена реконструкция. В 2017 году объект стал центром туристических мероприятий, приуроченных в 230-летию путешествия Екатерины II в Крым.